# Kurixalus banaensis
Kurixalus banaensis es una especie de anfibio anuro de la familia Rhacophoridae. Es endémica de la región central de Vietnam, en la ciudad de Huế y las provincias de Quảng Nam, Gia Lai y Quảng Bình.